# Émetteur LORAN-C de Soustons
L'émetteur LORAN-C de Soustons était un émetteur de radionavigation permettant la diffusion de la chaîne Lessay du LORAN-C (GRI 6731).

## Présentation
Situé près de Soustons dans les Landes, l'émetteur utilisait une puissance d'émission de 250 kW, à la fréquence de 100 kHz, rayonnée par un pylône d'une hauteur de 213 mètres.
Cette tour a été construite en 1985.

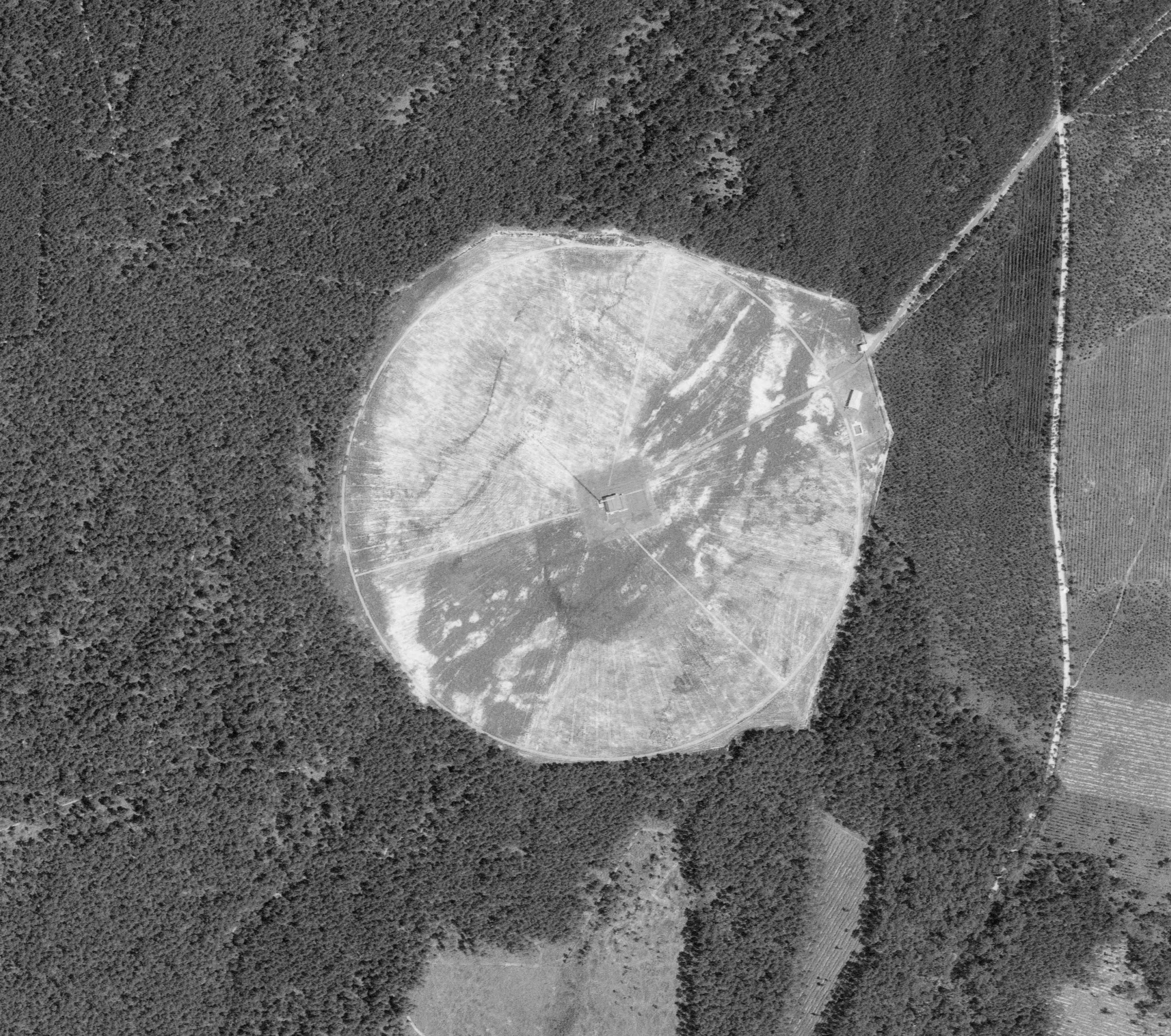
L'émetteur LORAN-C de Soustons en 1987

Elle a été démantelée à la suite de sa chute en 2017.[réf. nécessaire]